# 20219 Brianstone
20219 Brianstone è un asteroide della fascia principale. Scoperto nel 1997, presenta un'orbita caratterizzata da un semiasse maggiore pari a 2,6471501 UA e da un'eccentricità di 0,2107645, inclinata di 12,26142° rispetto all'eclittica.